# Hanneke den Held
Hanneke den Held (1946) is een Nederlands vegetatiekundige, natuurbeschermster en dichteres. Ze is vooral bekend door haar grote wetenschappelijke bijdragen aan de Nederlandse vegetatiekunde. Samen met Victor Westhoff publiceerde ze in 1969 het standaardwerk Plantengemeenschappen in Nederland.

## Levensloop
Den Held kreeg haar opleiding tussen 1962 en 1970 aan de Rijksuniversiteit Utrecht. Ze was in 1964 lid van de Nederlandse Jeugdbond voor Natuurstudie. Den Held deed jarenlang onderzoek naar de flora en fauna van met name de polders in West-Nederland (1976–2005). Tussen 1970 en 1973 werkte ze bij de Flora Neerlandica Rijksherbarium Leiden, van 1972 tot 1976 was ze docent aan de Rijks-HBS in Gouda. Al vanaf 1973 combineerde ze dat met het docentschap vegetatiekunde en plantenecologie aan de Rijksuniversiteit Leiden. Vanaf 2006 was ze werkzaam bij Bureau LandMarcs (landschapsecologische adviezen).
In haar vrije tijd was ze columnist en schrijver, nog wel binnen haar vakgebied: natuur in poëzie. Ook houdt muziek haar bezig; ze organiseerde in 2006 Klezemer schept een band was was ze enige tijd secretaris van strijkorkest Musici Montana Amersfoort.

## Beschreven syntaxa
In de onderstaande lijst staan syntaxa (gesorteerd op syntaxonomische rang) waarvan Den Held (co)auteur is en die een artikel op de Nederlandstalige Wikipedia hebben.
Klassen
- ruppia-klasse – Ruppietea Den Held & Segal
- klasse van kleine zeggen – Parvocaricetea Den Held & Westh. 1969
- klasse van hoogveenslenken – Scheuchzerietea Den Held, Barkm. & Westh. 1969
- klasse van wilgenbroekstruwelen – Franguletea Doing ex Westh. in Westh. & Den Held 1969

Orden
- orde van wilgenbroekstruwelen – Salicetalia auritae Doing ex Westh. in Westh. & Den Held

Associaties
- associatie van waterscheerling en hoge cyperzegge – Cicuto-Caricetum pseudocyperi Boer & Siss. in Boer 1942 em. Segal in Westh. & Den Held 1969
- kievitsbloem-associatie – Fritillario-Alopecuretum Westh. & Den Held ex Corporaal, Horsthuis & Scham.

## Persoonlijk
De broer van Hanneke den Held, Jan (J.J.) den Held is eveneens bioloog.